# 廣源巴士總站
廣源巴士總站（英語：Kwong Yuen Bus Terminus）是香港新界沙田區的一個公共運輸交匯處，鄰近廣源邨，於1990年9月28日啟用。交匯處亦是6條巴士路線的總站，位於廣源商場對出。

## 歷史
- 1990年2月5日：九巴82M線由圓洲角巴士總站遷往廣源巴士總站。
- 1990年10月28日：九巴49X線投入服務。
- 1991年2月15日：九龍巴士N82線投入服務，本路線袛在元旦、聖誕節、農曆新年前夕行駛。
- 1991年6月29日：九巴82X線投入服務，本路線袛於平日繁忙時間服務。
- 1991年6月29日：九巴83X線投入服務，本路線袛於平日繁忙時間及假日日間服務。
- 1991年9月2日：九龍巴士281P線投入服務，本路線袛於平日繁忙時間服務。
- 1992年4月1日：九龍巴士83P線投入服務，本路線袛於平日繁忙時間服務。
- 1992年：專線小巴804線投入服務。
- 1993年4月18日：九巴281P線增設假日早上服務。
- 1993年6月20日：九巴82X線由廣源巴士總站遷往濱景花園巴士總站，並提升至每天全日服務，以及開辦來往廣源及黃大仙的平日早上特別班次。
- 1994年9月25日：九巴82X線平日早上特別班次更名為82P線。
- 1995年1月16日：九巴89D線繞經廣源巴士總站。
- 1996年12月25日：九巴82S線更名為N82線。
- 1997年3月10日：九巴82S線投入服務，本路線袛於平日早上繁忙時間提供單向服務。
- 1999年9月25日：九巴281A線投入服務。同日起，九巴281P線停止服務，九巴83X線由廣源巴士總站遷往黃泥頭總站，而九巴89D線在83X服務時間外亦改為繞經黃泥頭總站。
- 2003年2月18日：九巴及城巴聯營的N182線由愉翠苑總站遷往廣源巴士總站。
- 2005年1月31日：九巴83P線停止服務。
- 2005年12月25日：九巴N82線停止服務。
- 2013年8月24日：九龍巴士82M線停止服務，九龍巴士85A線由愉翠苑總站延長至此[1]。
- 2014年8月18日：九龍巴士82S線停止服務，由九龍巴士82C線取代[2]。
- 2019年1月21日：九龍巴士82P線上午班次改為由碩門邨單向前往鑽石山站，取消循環線運作；下午班次改為由鑽石山站單向前往碩門邨，不再經黃大仙及新蒲崗，來回程繞經本站。

## 總站路線資料（巴士）

### 九龍巴士49X線
- 沙田（廣源） ↔ 青衣碼頭

1990年10月28日投入服務，來往沙田廣源邨及青衣碼頭的巴士路線，本線是唯一一條全日經城門隧道來往青衣島的巴士路線。

### 九龍巴士82C線
- 沙田（廣源） ↔ 香港科學園

2014年8月18日投入服務，祇於平日繁忙時間提供服務。

### 九龍巴士85A線
- 沙田（廣源） ↔ 九龍城碼頭

1983年8月7日投入服務，來往愉翠苑
及九龍城碼頭；2013年8月24日沙田區總站再由愉翠苑總站延長至此總站。

### 九龍巴士281A線
- 沙田（廣源） ↔ 九龍站

1999年9月25日投入服務，來往廣源邨及九龍站的巴士路線，提供廣源邨、小瀝源、圓洲角、沙田第一城來往旺角、油麻地、尖沙咀及九龍站的巴士服務。

### 九龍巴士281E線
- 尖沙咀（海防道） → 沙田（廣源）

於2022年2月7日起投入服務，途經尖沙咀、油麻地、旺角、大角咀、沙田第一城、小瀝源，取道連翔道和青沙公路，只於平日下午繁忙時間開出2班，為九龍巴士281A線的特別班次。

### 過海隧道巴士N182線
- 廣源 ↔ 中環（港澳碼頭）

2001年12月17日投入服務，來往廣源邨及中環（港澳碼頭）的通宵過海隧道巴士路線，由九巴及城巴聯合經營，提供廣源邨、愉翠苑、
沙田第一城、富豪花園、沙角邨、博康邨、秦石邨、大圍、九龍塘、何文田來往港島銅鑼灣、灣仔及中區的通宵過海隧道巴士服務。

## 總站路線資料（專線小巴）

### 新界區專線小巴804線
- 顯徑邨 ↔ 廣源邨

1993年10月24日投入服務，由國松有限公司營辦的一條綠色專線小巴路線，由顯徑往來廣源。

### 新界區專線小巴804A線
- Template:HK MiniBus Route NT Show:804A

## 途經路線資料（巴士）

### 九龍巴士82X線
- 濱景花園 ↺ 黃大仙

1991年6月29日第2代82X開辦，往返廣源及黃大仙，採用循環運作。

## 車坑分佈
| 車坑分佈（以入口最左邊起計） | 車坑分佈（以入口最左邊起計） | 車坑分佈（以入口最左邊起計）      |
| 車坑編號                     | 車坑數目                     | 路線                              |
| ---------------------------- | ---------------------------- | --------------------------------- |
| 1                            | 單坑                         | 九龍巴士82X線                     |
| 2                            | 單坑                         | 九龍巴士82C、85A線                |
| 3                            | 單坑                         | 九龍巴士49X線                     |
| 4                            | 雙坑                         | 九龍巴士281A線 過海隧道巴士N182線 |

- 有紅字班次為雙向途經。

## 過往路線
- 九龍巴士N82線 (已取消)
- 九龍巴士82M線 (已取消)
- 九龍巴士82P線 (已取消)
- 九龍巴士82S線 (已取消)
- 九龍巴士83P線 (已取消)
- 九龍巴士83X線 (沙田區總站已於1999年9月25日遷往黃泥頭)
- 九龍巴士89D線 (由1999年9月25日起在83X線服務時間外改為繞經黃泥頭；由2017年12月9日起，89D線所有班次不再繞經廣源邨及黃泥頭，而黃泥頭至馬鞍山一段的服務由新開辦的89S線（黃泥頭至烏溪沙站 (循環線)）取代。)
- 九龍巴士281P線 (已取消)

## 外部連結
- 九巴 （页面存档备份，存于）
- 廣源邨總站 （页面存档备份，存于），城巴／新巴